# Charles DeLisi
Charles Peter DeLisi (nacido el 9 de diciembre de 1941) es un científico biomédico estadounidense y profesor Arthur G.B. Metcalf de ciencia e ingeniería de la Universidad de Boston. Es conocido por sus contribuciones al inicio del Proyecto Genoma Humano, por su trayectoria académica, y por sus aportaciones a la investigación en inmunología matemática y computacional, biofísica celular, genómica y estructura y función de proteínas y ácidos nucleicos. Entre sus actividades más recientes figuran la matemática financiera y el cambio climático.

## Primeros años y educación
DeLisi nació en El Bronx, se licenció en historia (1963) en el City College of New York (CCNY) y se doctoró en física (1965 -1969) en la Universidad de Nueva York (NYU).

## Carrera e investigación
En 1969, se incorporó al laboratorio de Donald Crothers como becario de investigación postdoctoral de los Institutos Nacionales de Salud (NIH) en el departamento de química de la Universidad de Yale. En 1972 fue nombrado científico de la división teórica del Laboratorio Nacional de Los Álamos, donde colaboró con George Bell, físico teórico que unos años antes había iniciado una investigación pionera en inmunología matemática. Posteriormente, DeLisi fue nombrado científico principal (1975-1982) en el Instituto Nacional del Cáncer, NIH, y jefe fundador de la Sección de Inmunología Teórica (1982-1985), donde él y sus colaboradores establecieron una de las primeras bases de datos de secuencias de proteínas y ADN totalmente integrada con programas de aprendizaje automático para la inferencia funcional y desarrollaron una serie de métodos analíticos que resultaron útiles en biología celular.
En 1986, como director de los Programas de Investigación Sanitaria y Medioambiental del Departamento de Energía de EE. UU. (DOE), DeLisi y sus asesores propusieron el Proyecto Genoma Humano a la Oficina de Gestión y Presupuesto de la Casa Blanca y al Congreso. La propuesta suscitó gran controversia, pero recibió el firme respaldo de Alvin Trivelpiece, que era jefe de la Oficina de Ciencia del DOE, y de William Flynn Martin, Subsecretario de Energía. Se incluyó en el presupuesto del año fiscal 1987 presentado por el presidente Ronald Reagan al Congreso y fue aprobado posteriormente tanto por la Cámara de Representantes como por el Senado, este último con el respaldo esencial del senador Pete Domenici.  En la primavera de 1987, poco antes de dejar el DOE, DeLisi creó un componente de estudios éticos del proyecto, con el objetivo de reservar entre el 3% y el 5% de la financiación a estudiosos de las humanidades y las ciencias sociales para desarrollar un sistema ético que sirviera de base a las decisiones sobre el desarrollo y despliegue de las tecnologías radicalmente nuevas destinadas a surgir de la finalización del proyecto.
Además de los avances médicos y científicos engendrados por el Proyecto Genoma Humano, este y su progenie han tenido un profundo efecto en la investigación de la biología celular. Los informáticos, en particular, transformaron el tema y crearon un registro de descubrimientos destinado a proporcionar mucho material para estudiar la sociología de la ciencia de finales del siglo XX y principios del XXI. Los métodos computacionales y matemáticos se consideran ahora tan importantes para el progreso de la biología celular, un cambio que está obligando incluso a las universidades más conservadoras a desarrollar nuevos métodos de enseñanza de la biología. El Proyecto Genoma Humano permitió una rápida transformación de los programas de salud, medio ambiente y energía del DOE, aumentando considerablemente la importancia de la Oficina de Investigación Sanitaria y Medioambiental.
Para conmemorar la importancia del Proyecto Genoma Humano, el DOE instaló una placa de bronce fuera de la sala F-202 en sus instalaciones de Germantown, Maryland. La placa lleva impreso una frase en inglés, cuya traducción al español es la siguiente:

Desde esta sala, el Proyecto Genoma Humano pasó de ser un mero concepto a convertirse en un programa de investigación revolucionario gracias a la visión y determinación del Dr. Charles DeLisi, Director Asociado de Investigación Energética para la Investigación Sanitaria y Medioambiental, de 1985 a 1987.

En 1987, DeLisi regresó a Nueva York como profesor y jefe de departamento de la Escuela Icahn de Medicina en Monte Sinaí.

### Años en la Universidad de Boston
En 1990, DeLisi se incorporó a la Universidad de Boston (BU) como decano de la Facultad de Ingeniería. Bajo su dirección, la facultad se convirtió en una institución puntera en investigación y añadió, entre otros, los Centros de Biotecnología, Fotónica e Ingeniería de Manufactura. Además, el departamento de Ingeniería Biomédica (BME) añadió una nueva dimensión al campo, la ingeniería molecular y celular, y fue la sede de la investigación fundamental en biología sintética.
En 1999, DeLisi puso en marcha el primer programa de doctorado en bioinformática del país y ejerció de presidente durante más de una década.
En 2000, tras diez años como decano, DeLisi reanudó su actividad docente a tiempo completo como decano emérito y profesor Metcalf. El vestíbulo del edificio que alberga el Decanato de la Facultad de Ingeniería lleva su nombre, al igual que una conferencia anual de la Facultad de Ingeniería.
DeLisi es miembro de la Asociación Estadounidense para el Avance de la Ciencia (AAAS) y del Instituto Americano de Ingeniería Médica y Biológica (AIMBE). En 1999 recibió la medalla Townsend Harris del CCNY, en 2011 fue elegido ciudadano honorario de Marineo, Palermo, Italia, y en 2019 recibió el premio Informa Clinical and Research Excellence Lifetime Achievement Award.